# Ингелхајм на Рајни
Ингелхајм ам Рајн (њем. Ingelheim am Rhein) град је у њемачкој савезној држави Рајна-Палатинат. Једно је од 66 општинских средишта округа Мајнц-Бинген. Према процјени из 2010. у граду је живјело 24.159 становника. Посједује регионалну шифру (AGS) 7339030, NUTS (DEB3J) и LOCODE (DE INM) код.

## Географски и демографски подаци
Ингелхајм ам Рајн се налази у савезној држави Рајна-Палатинат у округу Мајнц-Бинген. Град се налази на надморској висини од 80–247 метара. Површина општине износи 49,9 km². У самом граду је, према процјени из 2010. године, живјело 24.159 становника. Просјечна густина становништва износи 485 становника/km².

## Међународна сарадња
| Мјесто     | Држава               | Врста сарадње | Од    |
| ---------- | -------------------- | ------------- | ----- |
| Сан Пјетро | Италија              | партнерство   | 1984. |
| Стивенаџ   | Уједињено Краљевство | партнерство   | 1963. |
| Отен       | Француска            | партнерство   | 1963. |
| Ниса       | Пољска               | партнерство   | 2002. |
| Извор      |                      |               |       |